# Wegennetwerk van de Inca's
De Inca's hadden een uitgebreid wegennetwerk in Zuid-Amerika, met name in het huidige Peru, Ecuador, Bolivia en Chili. Deze wegen waren over het algemeen goed geplaveid en boden de Inca's een relatief snelle vorm van transport door de bergen van de Andes. Het wegennetwerk had een totale lengte van zo'n 22.500 mijl en steeg tot een hoogte van 5000 meter boven zeeniveau. De Inca's gebruikten geen wagens en hadden geen paarden. De wegen waren wandelpaden en werden ook gebruikt voor transport met lama's en andere lastdieren.
Voor haar ondergang omstreeks 1532 was het Incarijk de grootste staat die ooit had bestaan op het continent Amerika. Ze had die omvang kunnen bereiken dankzij het netwerk van wegen dat transport, communicatie en administratie op hoog niveau mogelijk maakte. Tal van wegen liepen als slagaders naar het hart van het rijk, de hoofdstad Cuzco. Die had een strategisch goede ligging ten behoeve van een op centralisatie gerichte politiek. Op het wegennetwerk was de grootsheid van het rijk gebouwd. Het stelsel wordt tot de grootste bouwwerken van prehistorisch Amerika gerekend.

## Onderzoek naar het wegennetwerk
In 1978 werd het tweejarige Inca Road Project uitgevoerd door het Institute of Andean Research. Het was het eerste archeologische onderzoek naar de Inca-wegen en bestond uit veldverkenning. Aangezien het gedocumenteerde wegennetwerk ongeveer 23.000 kilometer lang is, was het onmogelijk om het geheel te onderzoeken. Men selecteerde daarom twaalf wegdelen van ieder ca. 150 kilometer. Bij die selectie is rekening gehouden met verschillende factoren die van belang zijn bij het kiezen van de juiste segmenten om een goed onderzoek te starten.
Factoren die de gemaakte keuze van te onderzoeken wegdelen bepaalden:
- diversiteit van ecosystemen die de loop van de wegen beïnvloeden,
- diversiteit in laat-prehistorische culturen die ieder invloed hadden op het wegennetwerk voor zover zich dat uitstrekte binnen hun lokale grenzen,
- variëteit in Inca-heerschappij die op verschillende wijze invloed had op gebieden,
- verschil en belang van primaire en secundaire wegen en de geografische spreiding van het Inca-rijk.

Het doel van dit onderzoek was het verzamelen van vergelijkbare data die een beeld zouden kunnen geven van de aanleg, constructie en de uiteindelijke invloed van de omgeving op die wegen. Het heeft resultaten opgeleverd die een ondergrond boden voor nader onderzoek.
Na het Inca Road Project hebben meerdere archeologische onderzoeken plaatsgevonden die ieder bijdroegen aan de reconstructie van het wegennetwerk van de Inca’s. Een van deze onderzoeken is dat van UNESCO, het hield zich voornamelijk bezig met oorsprong en ontwikkeling van Inca-hoofdstad Cuzco.

## Oorsprong van het wegennetwerk
De stad Cuzco, die later het politiek en religieus centrum van het Inca-rijk zou worden, werd omstreeks 1300 gebouwd op de ruïnes van een bergnederzetting van de oudere Killke-cultuur in de Vallei van Cuzco. Bij archeologisch onderzoek is muurwerk blootgelegd dat naar alle waarschijnlijkheid tot die cultuur behoorde. Het kan de wieg van de Inca-beschaving genoemd worden. Dit kleine koninkrijk was hier om strategische redenen gesticht Het was omgeven door een deels intact gebleven wegennetwerk dat was aangelegd in de tijd van de Pan-Andesstaten Wari en Tiahuanaco die toen al 500 jaar waren verdwenen.
In mythen, op schrift gesteld door de Spanjaarden Juan de Betanzos en ontdekkingsreiziger Pedro Sarmiento de Gamboa, wordt gespeculeerd dat de Killke-nederzetting in opdracht van Inca-koning Pachacuti met de grond gelijk werd gemaakt. Geschriften van de conquistador en dichter Garcilaso de la Vega uit de vroegste periode van de Spaanse kolonisatie maken gewag van bouwtekeningen, bouwmodellen en gebieden die geografisch in kaart waren gebracht, niets van deze documenten heeft de eeuwen overleefd. Wel is duidelijk dat de indeling van Cuzco planmatig tot stand is gekomen. Cuzco ligt in het centrum van het Inca-rijk, de naam betekent in het Quechua 'navel'. Ze is omgeven door de vier districten Chinchaysuyu, Collasuyu, Antisuyu en Contisuyu. Vanuit de zuidkant van het oostelijke deel van Cuzco’s centrumplein, Haukaypata, liep een hoofdweg naar elk van deze districten. Lange tijd dacht men dat deze wegen als enige toegang boden tot de stad. Het archeologisch veldonderzoek van UNESCO in de jaren 1980 heeft uitgewezen dat er daarnaast meer dan twintig kleinere wegen waren die Cuzco met de districten verbond. Al deze wegen doorkruisten een zone die de puur Inca-etnische stad isoleerde van het achterland waar de onderworpen Andesvolkeren woonden. Cuzco werd als het ware omringd door een gordel van naar schatting 105 hectare gecultiveerd land waaruit 25 wegen ontsproten naar de verste uithoeken van het rijk. Dit was de bakermat van de Inca-beschaving.

## Uitbreiding van het wegennetwerk

Wegennetwerk van de Inca's (klik voor vergroting)

Na de stichting van Cuzco werden de andere Andesstammen van het Urubamba-cultuurgebied, waartoe ook de Vallei van Cuzco behoorde, door de Inca's onderworpen. Een groot leger werd op de been gehouden om de verschillende volkeren samen te smeden en te houden. Omstreeks 1438 liep de legermacht, aangestuurd door een goed georganiseerde bureaucratie, het zuidelijke Chincha-rijk omver. Aan de noordkust van Peru heerste een ander machtig rijk, het bracht een reeks kustvalleien op de knieën en lijfde ze in, dit was het Chimú-rijk. Ondanks heftige weerstand werd ook deze geduchte concurrent onderworpen. Daarna volgden de gebieden Ecuador, West-Bolivia, Noordwest-Argentinië en heel Noord-Chili. Dit maakte het Inca-rijk tot een grootmacht, het heerste over een imperium dat zich uitstrekte over meer dan 6.000 kilometer. De uitbreiding van het wegennetwerk liep waarschijnlijk ongeveer parallel aan de expansie van het rijk.

## De teloorgang van de expansie
De regeerperiode van de laatste Sapa Inca die zich bezig heeft gehouden met de expansie van het rijk en het daarmee in verband staande wegennetwerk, Huayna Capac, werd beëindigd in 1527 nadat hij en zijn gehele hofhouding het slachtoffer waren geworden van een pokkenepidemie die vanuit Panama en Colombia was opgetrokken na de introductie door Spaanse kolonisten. Door de tweestrijd die daarop volgde tussen zijn zoons Atahualpa en Huascar over de troonopvolging ontstond er een crisis in het rijk, waardoor de expansiedrang aan kettingen werd gelegd.
Binnen vijf jaar, in 1532, keerde de Spanjaard Francisco Pizarro en zijn leger van conquistadores terug (na hun eerdere verkenningstocht in 1526) met de intentie om het Inca-rijk omver te werpen. De grondslag van deze teloorgang ligt in een verscheidenheid van factoren en voltrok zich in Cajamarca waar de mokerslag werd gegeven die door het gehele Inca-rijk zou nagalmen waarna het rijk in de schaduwen van zijn veroveraars zou verdwijnen.
Het scenario verliep als volgt. Op 16 november 1532 vond in Cajamarca de ontmoeting plaats tussen Francisco Pizarro en keizer Atahualpa. Pizarro nam met zijn leger van 168 soldaten Atahualpa gevangen terwijl deze omringd was door een leger van 80.000 krijgers. Deze overwinning was niet toe te schrijven aan goed geluk of toeval. Ondanks zijn minderheid was Pizarro namelijk sterk in het voordeel door de stalen zwaarden, harnassen, kanonnen en paarden waarover zijn manschappen beschikten. Door de onderwerping van vele volkeren herbergde het Inca-rijk zwijgende rebellen in zich. Deze zagen dit kritieke moment als een kans om zich vrij te vechten van hun onderdrukkers en keerden zich tegen hun overheerser, Atahualpa, en zijn leger. Na het drama in Cajamarca ontketende zich een tweede drama dat het rijk op zijn grondvesten deed trillen. Endemische besmettelijke ziekten uit Europa zorgde voor een demografische uitmergeling van het rijk. Dit betekende het einde van het grootse Inca-rijk en tevens het einde van de expansie van het wegennetwerk.

## De nieuwste feiten over het wegennetwerk
Uit de gegevens die het archeologische onderzoek ‘The Inca Road Project’ ons heeft opgeleverd zijn nieuwe wetenswaardigheden over het wegennetwerk af te leiden. Dit onderzoek heeft op basis van een voorselectie twaalf segmenten van het totale wegennetwerk bestudeerd. Deze twaalf segmenten representeren ieder een bepaalde regio binnen het rijk. Hieruit kunnen we o.a. concluderen dat de expansie van het wegennetwerk al begonnen was in Piso alvorens de omvorming van het Inca-koningrijk tot het Inca-rijk. Ook benadrukt deze het belang van deze omvorming voor de expansie van het wegennetwerk door de hoogtijd-decennia die daarop volgen onder keizer Tupac Inca Yupanqui die verantwoordelijk was voor circa 58% van de expansie van het totale wegennetwerk. Uiterst interessant is het feit dat het wegennetwerk in circa 69% van alle regio’s is opgeworpen op de overblijfselen van pre-Inca culturen. Een getal dat zo dermate groot is dat we bijna met zekerheid kunnen concluderen dat de ruïnes van pre-Inca culturen de ware origine zijn van het overgrote deel van het Inca-wegennetwerk.

## Machu Picchu
Tegenwoordig ligt het meest beroemde en meest gelopen Incapad in de laatste kilometers voor Machu Picchu. Georganiseerde tochten starten bij Kilometer 88 (vanaf het treinstation Santa Ana in Cuzco enkele haltes) of Ollantaytambo. Vanwege de grote toeristische toestroom is het wandelen op dit pad sterk gereguleerd.
Onderweg komt men langs de ruïnes van Llactapata, oversteek van de rivier Río Cusichaca, naar het dorp Huyallabamba op 2270 meter hoogte. Richting Valle Llullucha omhoog over de vlakte van de Llullucha Pampa. De eerste pas is de Abra de Huarmihuaňusca op 4200 meter. Via de Ruinas Runkuracay loopt men naar de tweede pas Abra de Runkuracay op 3900 meter. Langs meren naar de Ruinas Sayacmarca en Ruinas Phuyupatamarca. In 1941 zijn de ruïnes van Huiňya Huayna ontdekt naar de eerste Incapoort en naar de tweede Incapoort bij Intipuncu, vlak bij het eindpunt Machu Picchu.
- Library of Congress Control Number: sh94001266
- Nationale Bibliotheek van Israël: 987007566570505171
- Système universitaire de documentation: 124668623
- Virtual International Authority File: 315143916

Nationaal park Los Glaciares ·
Jezuïetenmissies van de Guaraní (San Ignacio Miní · Santa Ana · Nuestra Señora de Loreto · Santa María la Mayor) ·
Nationaal park Iguazú ·
Cueva de las Manos, Río Pinturas ·
Valdés-schiereiland ·
Natuurparken Ischigualasto en Talampaya · 
Jezuïetenkwartier en Estancias van Córdoba ·
Quebrada de Humahuaca ·
Qhapac Ñan, wegennetwerk van de Andes ·
Architecturaal werk van Le Corbusier (Maison du docteur Curutchet) ·
Nationaal park Los Alerces
Nationaal park Paaseiland (Rapa Nui) · 
Kerken van Chiloé · 
Historische wijk van de havenstad Valparaíso ·
Salpetergroeves Humberstone en Santa Laura ·
Mijnstad Sewell ·
Qhapac Ñan, wegennetwerk van de Andes ·
Nederzetting en kunstmatige mummificatie van de Chinchorrocultuur in de regio's Arica en Parinacota
Stad Cuzco ·
Historisch heiligdom van Machu Picchu ·
Archeologisch Chavin ·
Nationaal park Huascarán ·
Archeologische zone Chan Chan ·
Nationaal park Manú ·
Historisch centrum van Lima ·
Nationaal park Rio Abiseo ·
Lijnen en geogliefen van Nazca en Palpa ·
Historisch centrum van de stad Arequipa ·
Heilige stad Caral-Supe ·
Qhapac Ñan, wegennetwerk van de Andes ·
Archeoastronomisch complex Chankillo